# Сяново
Сяново (болг. Сяново) — село в Болгарии. Находится в Силистренской области, входит в общину Тутракан. Население составляет 82 человека.
Неподалёку от Сяново расположен монастырь Святой Марины.

## Политическая ситуация
Сяново подчиняется непосредственно общине и не имеет своего кмета.
Кмет (мэр) общины Тутракан — Георги Димитров Георгиев (Болгарская социалистическая партия (БСП)) по результатам выборов в правление общины.